# Dowd-Beckwith-Ringerweiterung
Die Dowd-Beckwith-Ringerweiterung ist eine Namensreaktion in der organischen Chemie. Die Erstveröffentlichung erfolgte 1987 durch ihre Namensgeber, dem US-amerikanischen Chemiker Paul Dowd (1936–1996) und dem Australier Athelstan Beckwith (1930–2010). Hauptanwendungsbereich ist die Synthese von cyclischen β-Ketoestern durch die Alkylierung mit einer Halogenmethylgruppe und anschließender radikalischer Reaktion mit AIBN und Tributylzinnhydrid.

## Übersichtsreaktion
Ein am α-Kohlenstoffatom mit einer Halogenmethylgruppe substituierter, cyclischer β-Ketoester reagiert mit AIBN und Tributylzinnhydrid in einem radikalischen Mechanismus zu dem entsprechenden ringerweiterten cyclischen Ketoester.

## Reaktionsmechanismus
Der beschriebene Mechanismus verläuft radikalisch. Mit einer Lösung aus dem Radikalstarter AIBN in Benzol wird zunächst das Halogen gebunden, sodass ein freies Radikal an der  CH2 -Gruppe (Methylen-Gruppe) entsteht. Dieser instabile Zustand führt in einer innermolekularen radikalischen Addition unter Auflösung der Keto-Doppelbindung zu einem bicyclischen Übergangszustand. Anschließend kommt es zur Bildung des um die  CH2 -Gruppe erweiterten Rings, wobei sich das freie Elektron an der Ester-Gruppe befindet. Durch Protonierung durch Zugabe von Tributylzinnhydrid entsteht der gewünschte cyclische β-Ketoester. Es wird vermutet, dass die Ester-Gruppe die vorbereitende Haloalykylierung erleichtert und die radikalische Addition unterstützt.

### Grenzen der Reaktion
Die Dowd-Beckwith-Ringerweiterung ist gut erforscht und ermöglicht eine Erweiterung des Rings von bis zu vier Kohlenstoff Atomen in einem Schritt. Anstelle von Tributylzinnhydrid können sylilierte Cyclohexadiene als Protonendonator verwendet werden.